# Іванчик Аскольд Ігорович
Аскольд Ігорович Іванчик  (рос. Аскольд Игоревич Иванчик) — російський історик, спеціаліст з історії античності. Доктор історичних наук (1996), член-кореспондент РАН (2003).

## Біографія
Закінчив історичний факульте Московського університету (1986, спеціалізувався на кафедрі історії Стародавнього світу, одночасно пройшов низку курсів, включаючи давні мови, на кафедрі класичної філології філологічного факультету МДУ). Був здобувачем в Інституті сходознавства АН СРСР (захистив кандидатську дисертацію у 1989); Учень скіфолога Едвіна Грантовського. Працював в Інституті сходознавства (1986—1992), з 1993 — в Інституті загальної історії РАН. У 2013—2017 роках — декан історичного факультету, головний науковий співробітник Лабораторії комплексних історичних досліджень історичного факультету Інституту суспільних наук Російської академії народного господарства та державної служби.
З 2002 року — представник Російської академії наук у Міжнародному союзі Академій, з 2017 року — віце-президент Союзу. Член Ради Російського гуманітарного наукового фонду (2010—2016), заступник голови Ради з науки при Міністерстві освіти і науки РФ (з 2013). Член Комісії з оцінки результативності наукових організацій Федерального агентства наукових організацій Росії, куди був обраний у 2014 році. У 2018 році створив та очолив Центр античної та східної археології Інституту класичного Сходу та античності Вищої школи економіки.

## Політичні погляди
Підписав відкритого листа російських науковців та наукових журналістів проти Російського вторгнення в Україну 2022 року.

## Праці
- Иванчик, А. И. Киммерийцы в Передней Азии. Автореф. дисс. … к. и. н. Москва, ИВ. 1989.
- Иванчик, А. И. Киммерийцы. Древневосточные цивилизации и степные кочевники в VIII—VII вв. до н.э. Москва, 1996 (1-е изд.: A. I. Ivantchik. Les Cimmerienns au proche-Orient. Fribourg, Suisse, Göttingen, 1993; рецензия: ВДИ. 1997. № 4.)
- Иванчик, А. И. Киммерийцы и скифы. Культурно-исторические и хронологические проблемы археологии восточноевропейских степей и Кавказа пред- и раннескифского времени. Москва-Берлин: Палеограф, 2001 (Серия «Степные народы Евразии». Т. 2).
- Иванчик А. И. Накануне колонизации. Северное Причерноморье и степные кочевники VIII—VII вв. до н.э. в античной литературной традиции: фольклор, литература и история. Москва–Берлин, 2005.